# Gavina de Buller
La gavina de Buller (Chroicocephalus bulleri) és un ocell marí de la família dels làrids (Laridae) que habita rius i llacs de Nova Zelanda, sobretot a l'illa del Sud, però també localment a l'illa del Nord.